# Valle di Bagrot
Bagrot (Shina: بگروٹ) è una valle nella catena montuosa della Karakoram, tracciata dall'omonimo fiume, situata nella regione autonoma del Gilgit-Baltistan. La valle è circa un'ora e mezzo di viaggio in auto dalla città di Gilgit. 

Mappa dei ghiacciai del Gilgit del 1894 in cui si vede il Ghiacciaio di Bagrot

## Geografia fisica
La valle di Bagrot si estende tra i 2.500 e i 4500 metri di altezza sul livello del mare. Località principale della valle è Farfu (precedentemente chiamata Furpui), anche nota attrazione turistica per lo spettacolare paesaggio dato da maestosi rilievi, come il Rakaposhi 7.788 m, Diran 7.266 m è la vetta in forma piramidale, Dubani alta 6138 m e inoltre la vetta di Fafuraj, Godeli e molte altre vette che superano tutti i 6000 m.
I ghiacciai di Doboi, Kargo, Yunay, Boi Pharai, Hurangi e Rakha Poshi circondano la valle da dove provengono i rivoli che formano il fiume Bagrot.
Il fiume Bagrot attraversa tutti i villaggi della valle, fornisce acqua a Jalalabad e Oshikhandass e affluisce nel fiume Gilgit.

## Lingua
Shina è la lingua parlata e compresa nell'intera valle di Bagrot. L'etnia che risiede nell'intera valle si chiama bagore.

## Economia
La maggior parte dei turisti sono alpinisti, che visitano la valle per lo più in estate. La valle è conosciuta per i suoi frutti e le verdure, vendute in diverse parti della regione. Gli abitanti della valle usano il legno per soddisfare le loro esigenze energetiche per la cottura, il riscaldamento e anche per la costruzione delle case.

## Galleria d'immagini

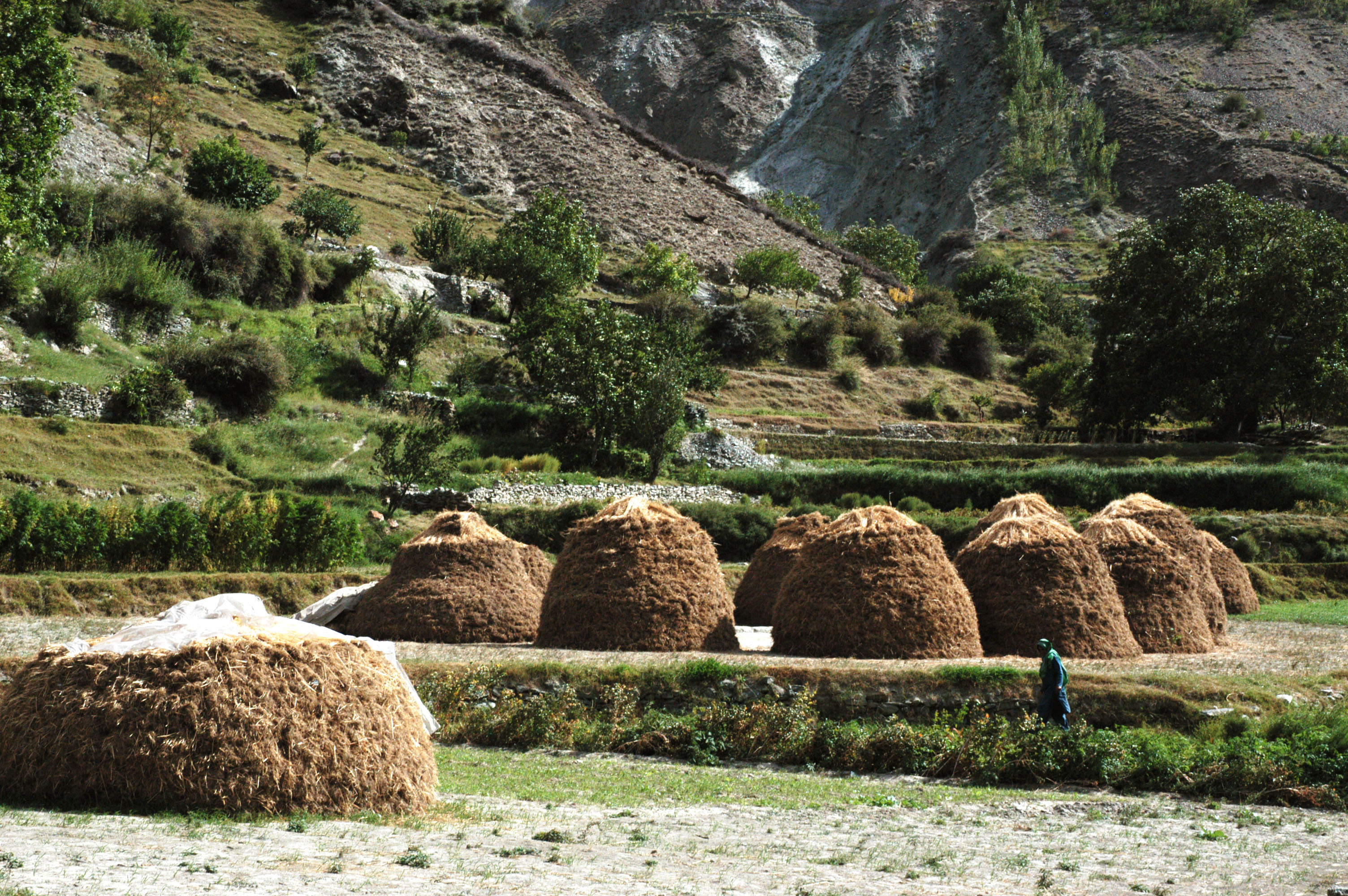
Covoni di grano a Chirah
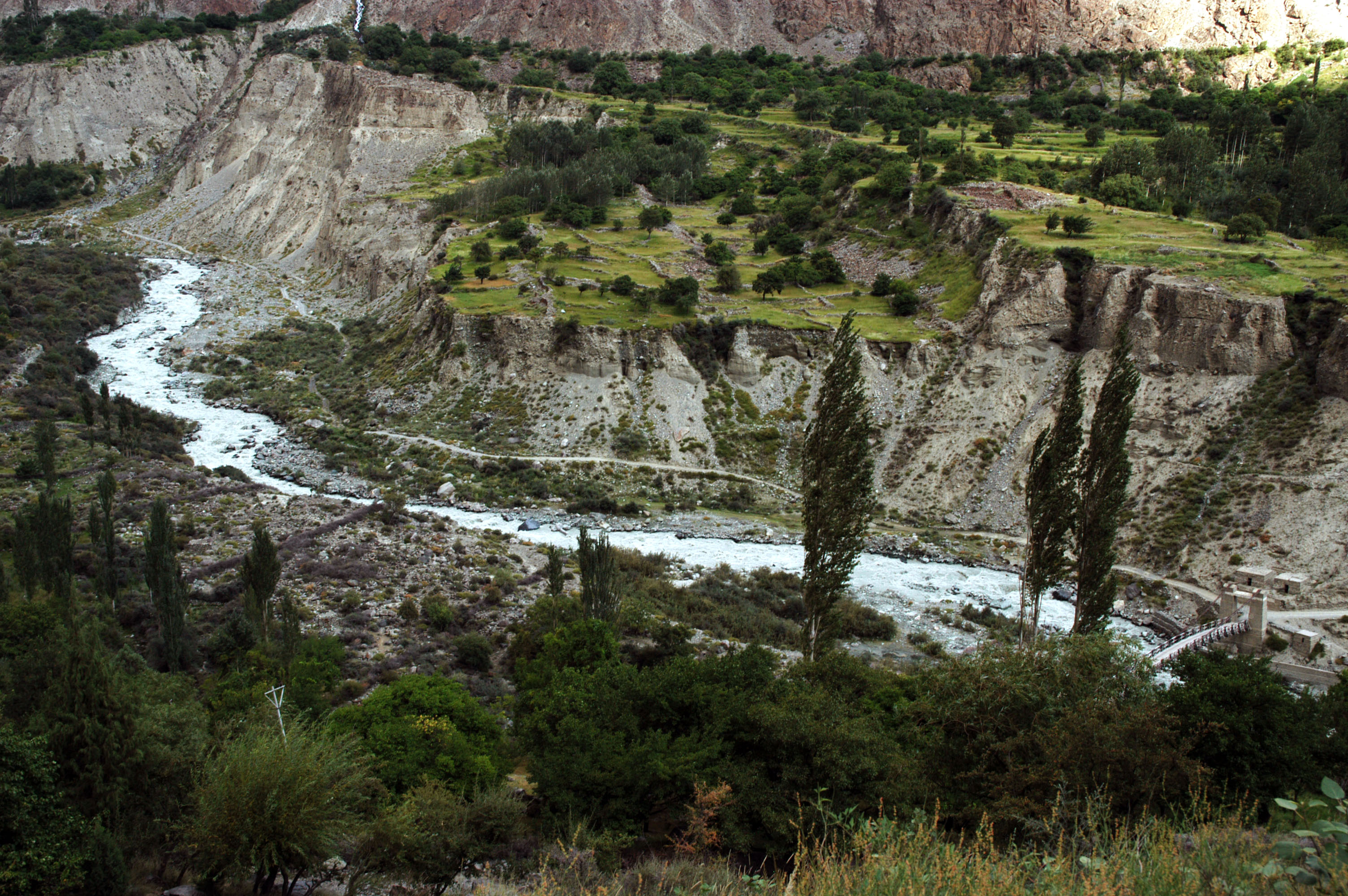
Una veduta del fiume di Bagrot
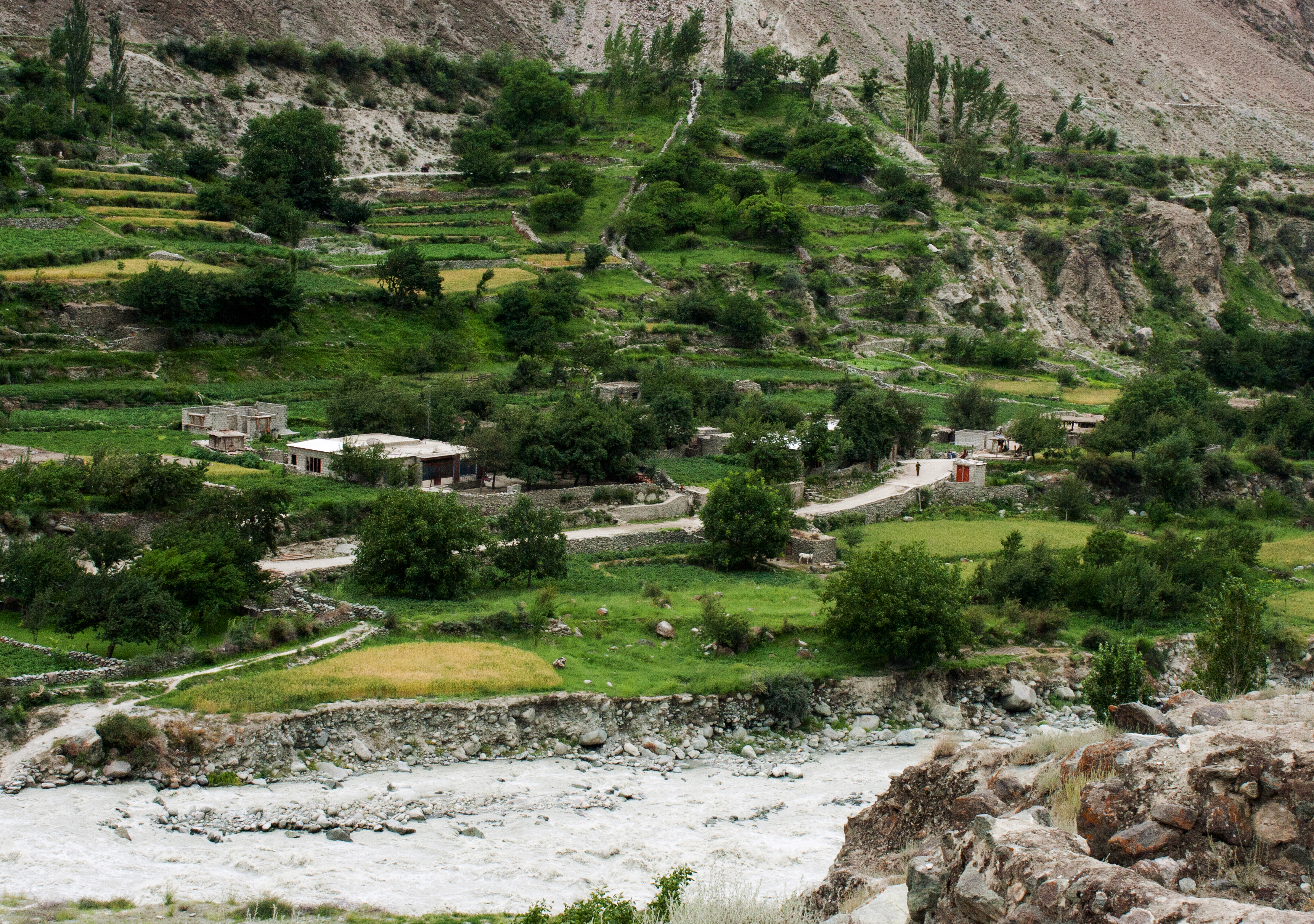
Una bella veduta del paesaggio